# Ботевградска дума
„Ботевградска дума“ е местен независим седмичен вестник, който се издава в Ботевград от 1 ноември 1939 г. до 28 януари 1941 г.
Вестникът отразява културата, стопанството, обществеността и политиката. Излиза всеки петък. Редактор е Г. В. Георгиев. Отпечатва се в печатница „Кехлибаров“ и печатница „Задружен труд“ в София.